# Mittenothamnium burelae
Mittenothamnium burelae är en bladmossart som beskrevs av F. J. Hermann 1976. Mittenothamnium burelae ingår i släktet Mittenothamnium och familjen Hypnaceae. Inga underarter finns listade i Catalogue of Life.